# واکر اند دانلوپ
واکر اند دانلوپ (انگلیسی: Walker & Dunlop) شرکت املاک آمریکایی است، که در سال ۱۹۳۷ تأسیس شد.